# Ianque
Ianque (em inglês: Yankee, ou em sua forma abreviada yank) tem vários significados inter-relacionados, todos se referindo às pessoas dos Estados Unidos. Seus vários sentidos dependem do contexto e podem referir-se aos habitantes da Nova Inglaterra, residentes do norte dos Estados Unidos ou estadunidenses em geral. De acordo com o Oxford English Dictionary, é "um apelido para um nativo ou habitante da Nova Inglaterra, ou, mais amplamente, dos estados do norte em geral".
Fora dos Estados Unidos, é usado informalmente para se referir a qualquer estadunidense; é especialmente popular entre britânicos, irlandeses e australianos, e às vezes carrega conotações pejorativas. No sul dos Estados Unidos, é um termo irrisório que se refere a todos os nortistas, e durante a Guerra Civil Americana foi aplicado pelos confederados aos soldados do exército da União em geral. Em outros lugares nos Estados Unidos, refere-se amplamente a pessoas dos estados do Nordeste, mas especialmente aqueles com laços culturais da Nova Inglaterra, como descendentes de colonos da Nova Inglaterra, onde quer que vivam. Seu sentido às vezes é mais cultural do que geográfico, enfatizando as crenças cristãs puritano-calvinistas e tradições dos Congregacionalistas que trouxeram sua cultura quando se estabeleceram fora da Nova Inglaterra. O dialeto do inglês oriental da Nova Inglaterra é chamado de "ianque" ou "dialeto ianque".

## Origem e história da palavra

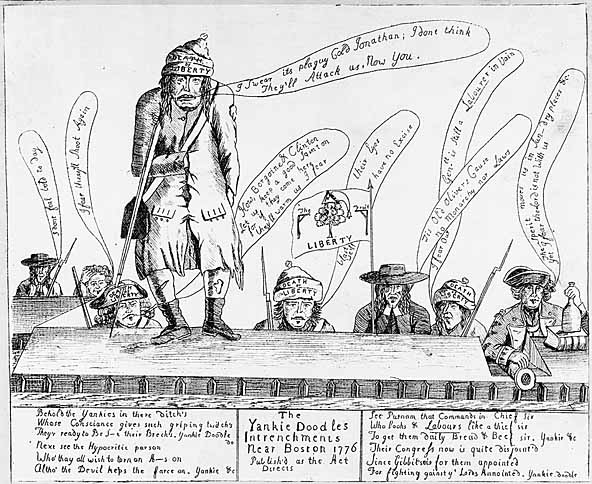
Caricatura de jornal legalista de Boston ridiculariza a milícia "Yankie Doodles" que cercou as forças britânicas dentro da cidade

O general britânico James Wolfe fez o primeiro uso registrado da palavra "Yankee" em 1758, quando se referiu aos soldados da Nova Inglaterra sob seu comando. "Eu posso pagar a vocês duas companhias de Yankees, e mais, porque elas são melhores para rastrear e patrulhar do que trabalho ou vigilância". Posteriormente, o uso britânico da palavra foi de forma depreciativa, como pode ser visto em um cartoon publicado em 1775 ridicularizando os soldados "ianques" (americanos). Os próprios habitantes da Nova Inglaterra empregavam a palavra em um sentido neutro; a "Guerra Pennamite-Yankee", por exemplo, foi uma série de confrontos em 1769 sobre títulos de terras na Pensilvânia entre colonos da Colônia de Connecticut e "Pennamite".
O significado de Yankee tem variado ao longo do tempo. No século XVIII, referia-se aos residentes da Nova Inglaterra descendentes dos colonos ingleses originais da região. Mark Twain usou a palavra neste sentido no século seguinte em seu romance de 1889, A Connecticut Yankee in King Arthur's Court. Já na década de 1770, os britânicos aplicavam o termo a qualquer pessoa dos Estados Unidos. No século XIX os americanos no sul dos Estados Unidos empregaram a palavra em referência aos americanos do norte dos Estados Unidos, mas não para imigrantes recentes da Europa. Assim, um visitante de Richmond comentou em 1818, "As pessoas empreendedoras são na maioria estranhos; escoceses, irlandeses e especialmente homens da Nova Inglaterra, ou ianques, como são chamados".
 

Historicamente, também tem sido usado para distinguir protestantes nascidos nos Estados Unidos de imigrantes posteriores, como católicos de ascendência irlandesa.